# شارلاتان (فیلم ۲۰۲۰)
شارلاتان (چکی: Šarlatán) یک فیلم درام تاریخی به کارگردانی آگنیشکا هولاند محصول چک-لهستان-ایرلند-اسلواکی سال ۲۰۲۰ میلادی است. ایوان ترویان در نقش «شارلاتان» یان میکولاشک بازی می‌کند. فیلم از طرف کشور چک برای جایزه اسکار معرفی شد ولی در فهرست نهایی برگزیده نشد.

## داستان
فیلم داستان زندگی از یان میکولاشک (۱۸۸۹–۱۹۷۳) است که از مهارت‌ها و تجربیات خود برای درمان و بهبودی افراد مختلفی از جمله شخصیت‌های مشهور مانند رئیس‌جمهور چکسلواکی (آنتونین زاپوتوسکی) استفاده کرده‌است. پس از مرگ زاپوتوسکی، میکولاشک توسط رژیم کمونیست زندانی شد.

## هنرپیشگان
- ایوان ترویان در نقش «یان میکولاشک»
  - یوزف ترویان در نقش «میکولاشک جوان»
- یورای لوی در نقش «فرانتیشک»
- دانیلا وُراچکووا در نقش «یوهانکا»
- یاروسلاوا پوکورنا در نقش «مولباخرووا»
- میروسلاو هانوش در نقش «بازپرس»
- توماش یژابک در نقش «مأمور اطلاعاتی»
- مارتین میشیچکا در نقش «پدر»
- واتسلاو کوپکا در نقش «قاضی»
- یواخیم پاول آسباک در نقش «فریتس کیزه‌وتر»
- یان بوداژ در نقش «کارمند اداره»
- پاولینا اشتورکووا در نقش «مادر»
- یان ولاساک در نقش «سرایدار»
- ماگدالنا بورووا در نقش «زن جوان»
- ایگور بارِش در نقش «پروفسور کایتل»